# Pattaya City Marching Band
Die Pattaya City Marching Band ist eine Marching Band aus Pattaya in Thailand. Sie ist amtierender Asienmeister.
Im Jahr 2011 gewann sie die thailändischen Meisterschaften, die European Open Championship bei den Rasteder Musiktagen und traten auf dem Tropicana Festival in Paris auf.
Insgesamt gewann die Pattaya City Marching Band bei Weltmeisterschaften 20 Gold-, 16 Silber- und 14 Bronzemedaillen.